# Kullaa

Huy hiệu của Kullaa

Kullaa là một đô thị của Phần Lan cho đến ngày 1 tháng 1 năm 2005, thời điểm được nhập vào Ulvila.
Vị trí ở tỉnh của Tây Phần Lan thuộc vùng Satakunta. Đô thị này có dân số 1.601 người (năm 2003) và diện tích 283.19 km² trong đó có 19,46 km² là diện tích mặt nước. Mật độ dân số là 5,7 người trên mỗi km².
Dân đô thị này chỉ sử dụng tiếng Phần Lan